# جائزة غرامي لأفضل أغنية راب
جائزة الغرامي لأفضل أغنية راب (بالإنجليزية: Grammy Award for best Rap Song)‏ هي جائزة تقدمها الأكاديمية الوطنية لتسجيل الفنون والعلوم (NARAS) سنويا ضمن حفل توزيع جوائز الغرامي،لأفضل أغنية راب.بدأ العمل بالجائزة لأول مرة في سنة 1989 خلال النسخة 31 من الجائزة.